# Églantine (roman)
Pour les articles homonymes, voir Églantine.
Églantine est un roman de Jean Giraudoux paru en 1927 aux éditions Grasset.

## Résumé
Églantine hésite entre l'aristocrate Fontranges et le financier Moïse (inspiré par Léonard Rosenthal[réf. nécessaire]).

## Éditions
- Églantine, éditions Grasset, 1927